# Pietro Antonio Trezzini
Pietro Antonio Trezzini (Astano, 26 settembre 1692 – Canton Ticino dopo il 1760) fu un architetto svizzero attivo in Russia nel XVIII secolo, autore dei progetti di alcune chiese di San Pietroburgo e Mosca.

## Biografia

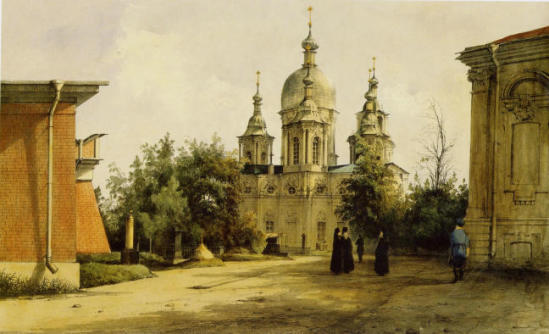
La cattedrale del monastero di Strelna

Nato nel Canton Ticino (da cui provenivano numerosi architetti approdati in Russia), Pietro Antonio Trezzini passò alcuni anni a Milano, città in cui apprese le tecniche stilistiche dell'architettura barocca. Giunse a San Pietroburgo nel 1726 e iniziò a collaborare con Michail Zemcov su diversi progetti, tra cui quello di alcune costruzioni del monastero di Aleksandr Nevskij. In generale, il suo contributo allo sviluppo dell'architettura russa fu offuscato dal contemporaneo successo dell'italiano Bartolomeo Rastrelli.
Tra i progetti di maggior rilievo realizzati da Trezzini vi sono quelli di alcune chiese pietroburghesi, ossia della Cattedrale di San Sansone (1728-1740), della Cattedrale della Trasfigurazione (colpita da un incendio nel 1825) e della Cattedrale di San Vladimiro (successivamente ricostruita da Antonio Rinaldi). Secondo alcuni storici vanno attribuiti all'architetto ticinese anche i progetti della Chiesa di San Clemente a Mosca e della Cattedrale Vladimirskaja a San Pietroburgo. Altro progetto importante è quello relativo al monastero della Trinità a Strelna, realizzato sotto la supervisione di Rastrelli.
Recatosi in Italia nel 1751, Trezzini lavorò per la Casa d'Asburgo. Successivamente tornò a San Pietroburgo. L'ultima menzione alla sua vita risale al 1760.

## Galleria d'immagini

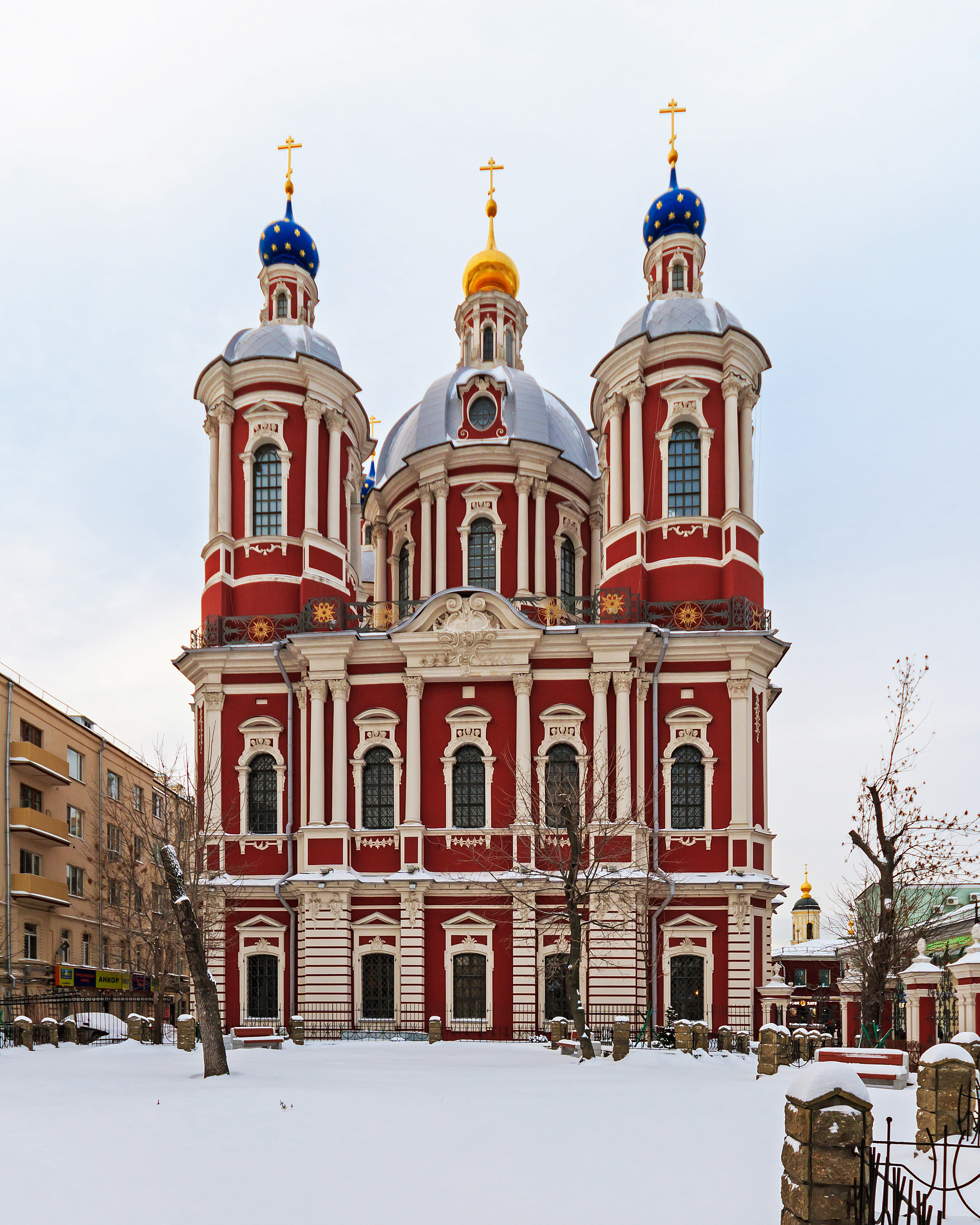
Chiesa di San Clemente
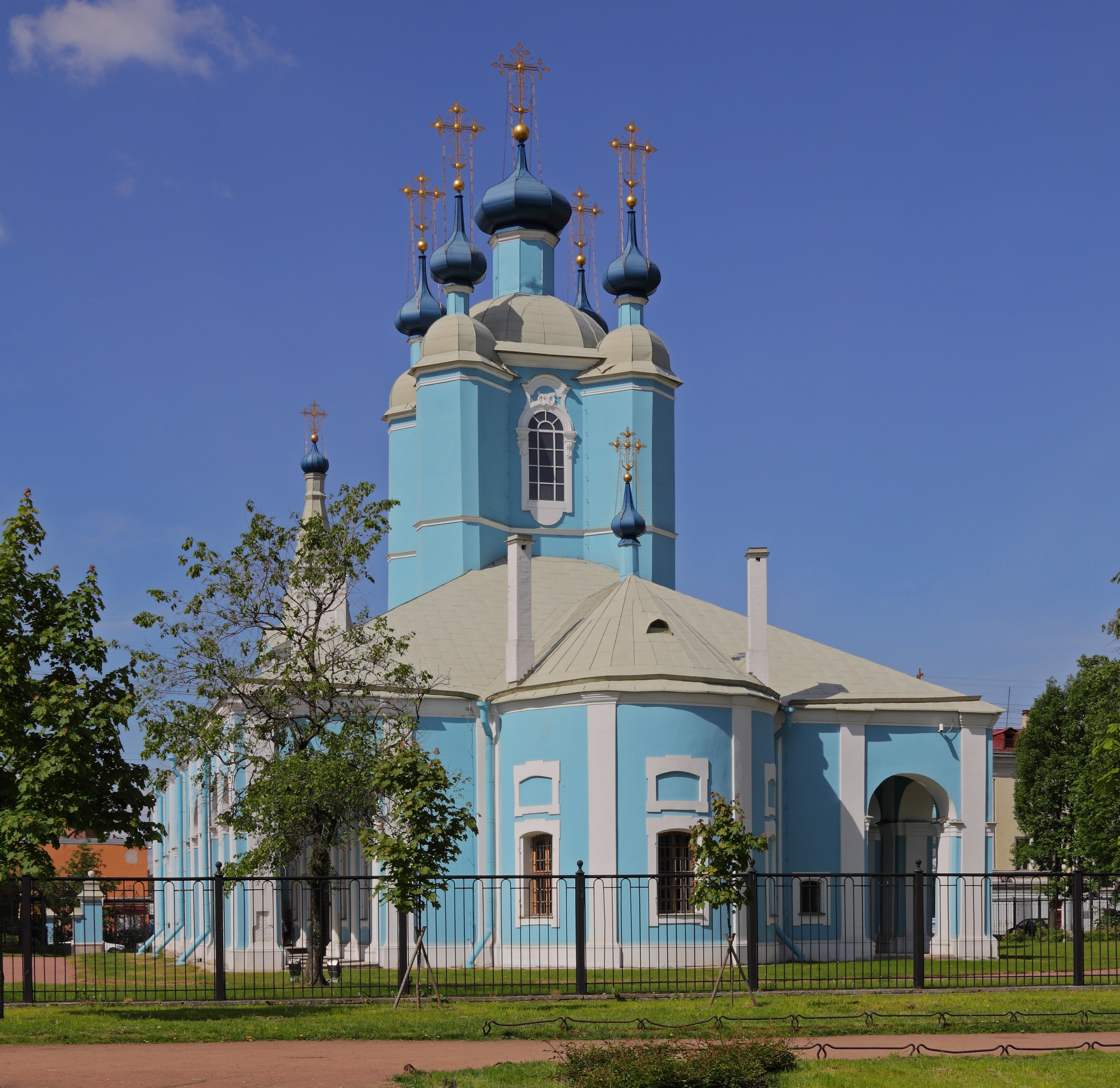
Cattedrale di San Sansone
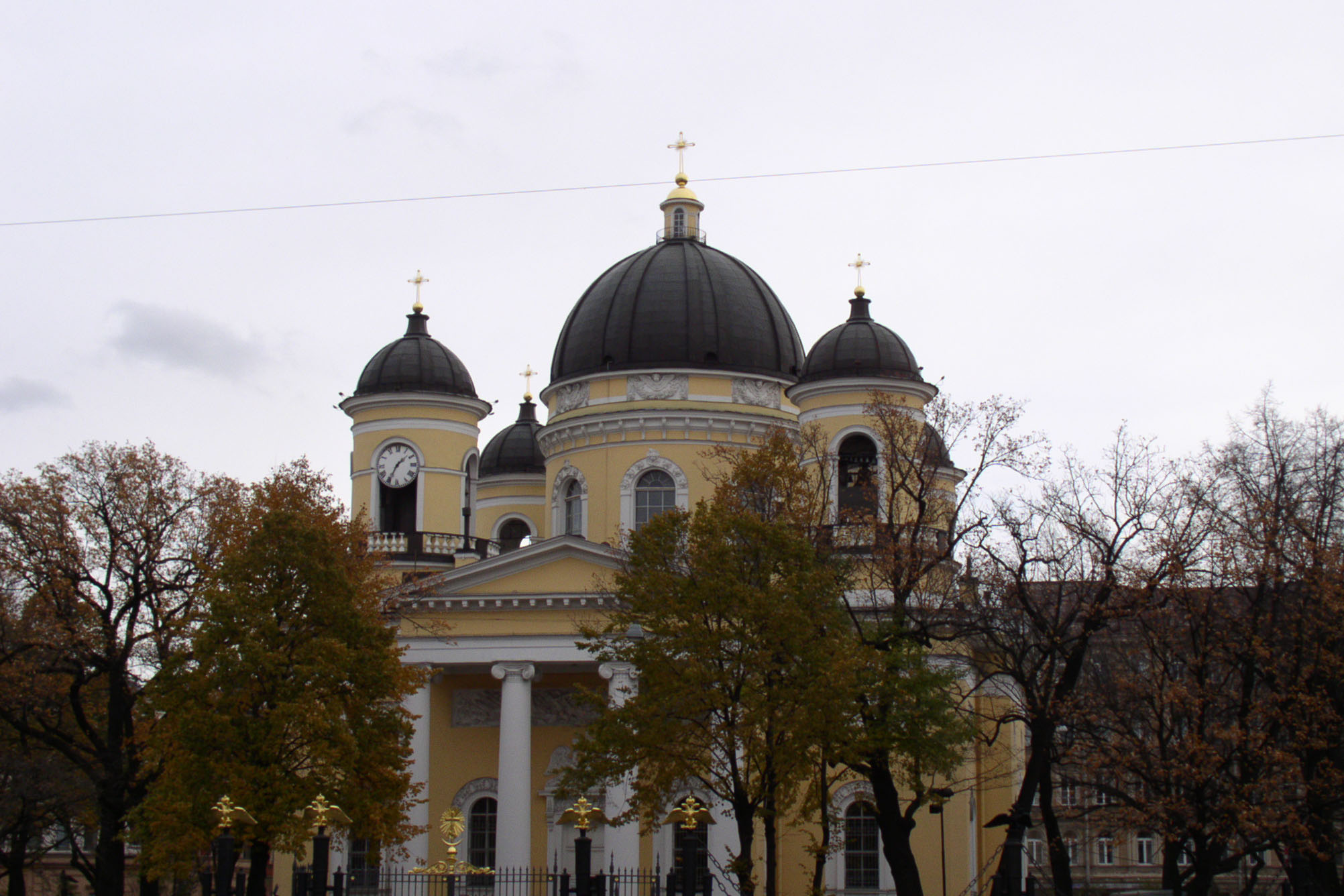
Cattedrale della Trasfigurazione
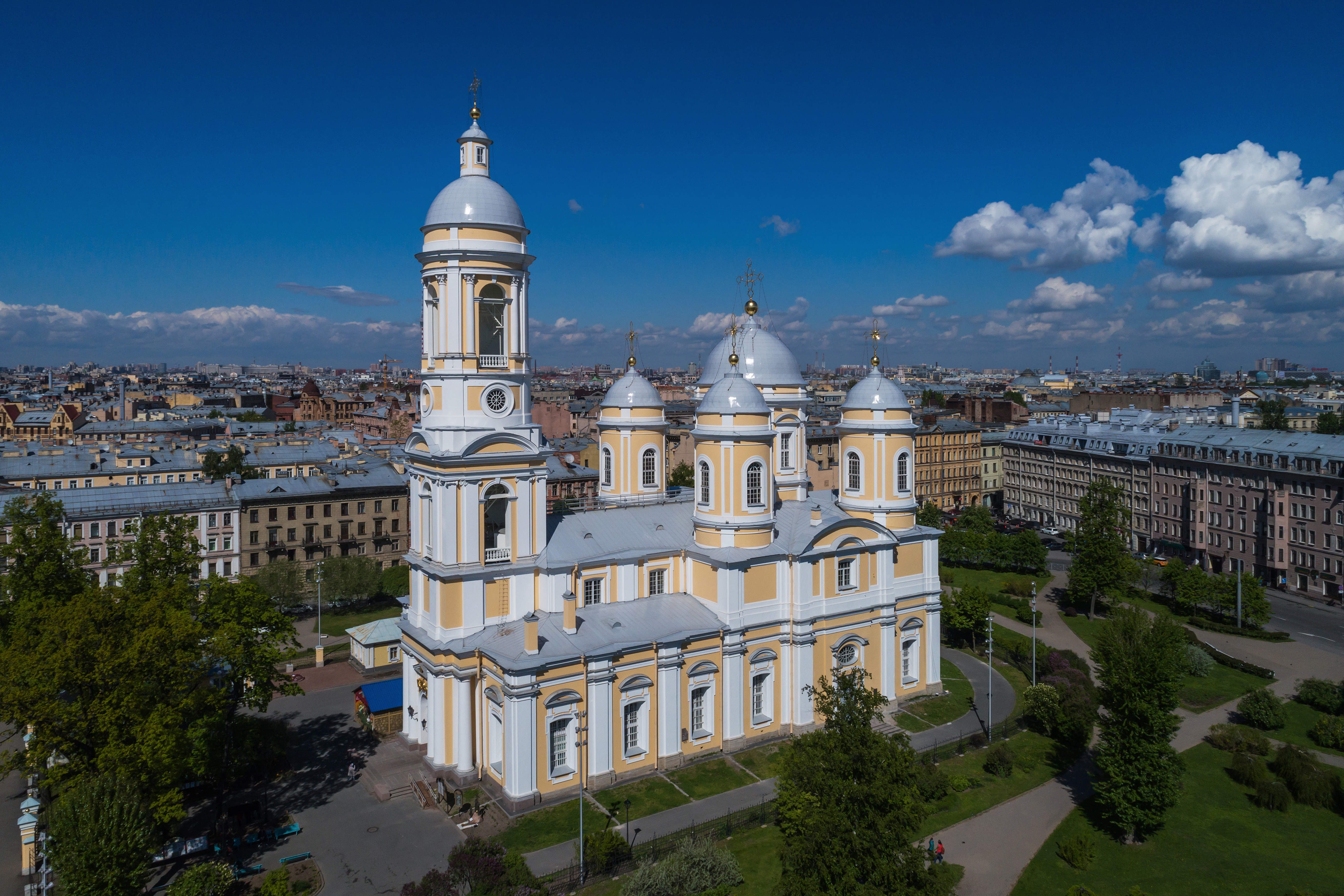
Cattedrale di San Vladimiro
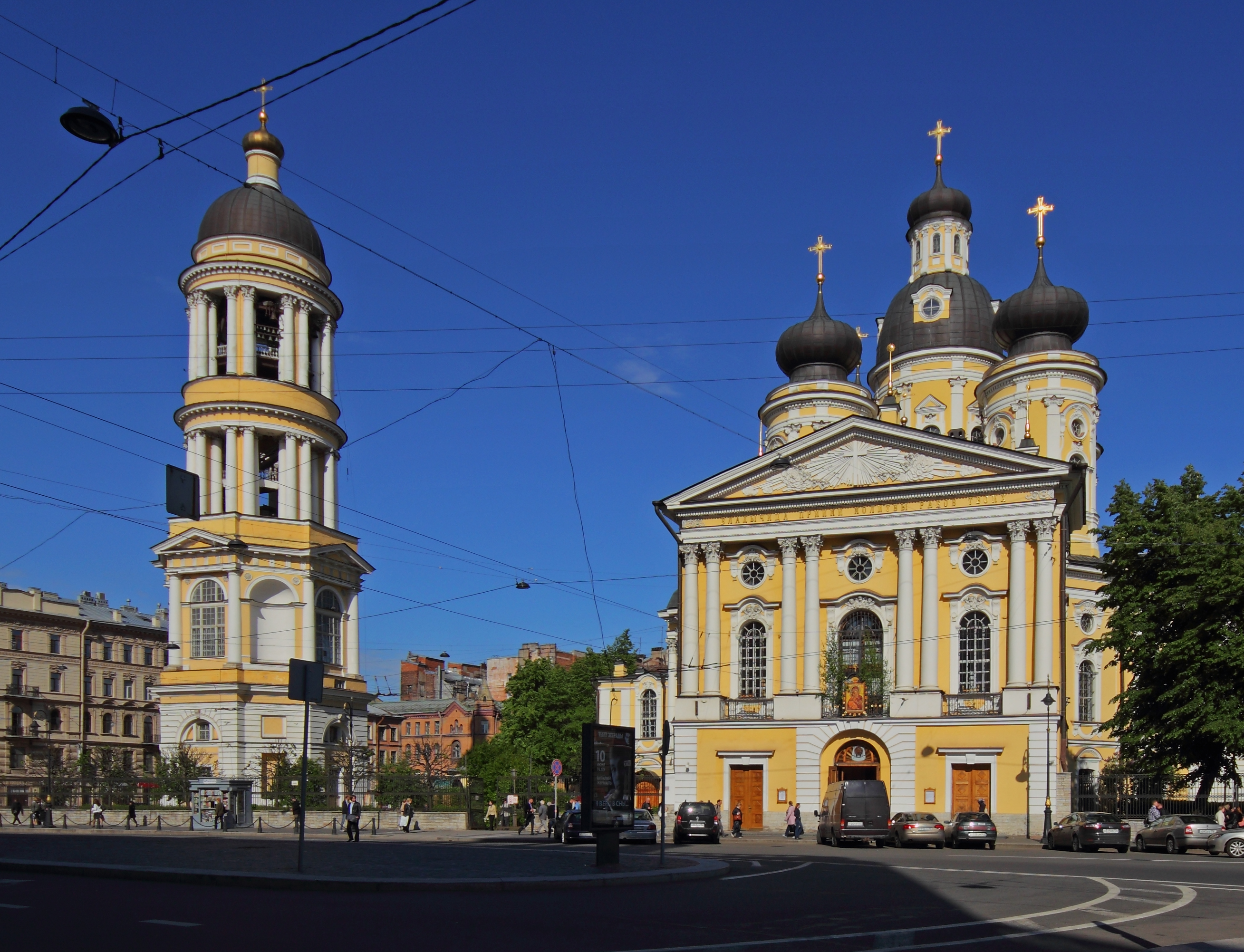
Cattedrale Vladimirskaja